# 村上ゆみ子
村上 ゆみ子（むらかみ ゆみこ、本名同じ、1974年4月2日 - ）は、日本の漫画家、イラストレーター。
静岡県磐田郡竜洋町（現磐田市）出身。女性。血液型はAB型。東京デザイナー学院（現東京ネットウエイブ）。

## 経歴・人物
スクウェア・エニックス社がかつて発刊していた『月刊少年ギャグ王』で主に作品を描いていた。『トルネコ一家の冒険記』では作画を担当。（脚本小松崎康弘）
下記以外にも『4コママンガ劇場』の4コマ漫画やドラゴンクエストシリーズの攻略本をはじめとしたイラストレーションも手掛ける。
同じく漫画家・イラストレーターの村上サトムは実の妹。
絵本作家の村上ゆみ子は別人。

## 主な作品
- トルネコ一家の冒険記（全4巻）
- KIBA!（全2巻）
- トルネコの大冒険2 不思議のダンジョン（全2巻）
- ゲームセンターCXができるまで（『ゲームセンターCX3』収録／岐部昌幸・原作）
- お茶犬ほっとタイム（全1巻）
- お茶犬ほっとタイム〜おかわり!〜（全1巻）
- 1Pコミックドラゴンクエストモンスターズ テリーのワンダーランド（全1巻）